# Шейх-Эли (Ленинский район)
Шеих-эли́ (также Тогонаш; укр. Шеіх-Елі, крымскотат. Şeyh Eli, Шейх Эли) — исчезнувшее село в Ленинском районе Республики Крым, располагавшееся на севере центральной части района и Керченского полуострова, примерно в 2 км к югу от современного села Станционное сейчас на месте селения — Станционное водохранилище.

## История
Первое упоминание деревни встречается в «Книге путешествий» Эвлии Челеби под 1667 годом
…мы приехали в благоустроенную страну под названием Шейх-или.
В следующем документе селение в Камеральном Описании Крыма… 1784 года, судя по которому, в последний период Крымского ханства Шеих Эли входил в Орта Керченский кадылык Кефинского каймаканства.
После присоединения Крыма к России (8) 19 апреля 1783 года, (8) 19 февраля 1784 года, именным указом Екатерины II сенату, на территории бывшего Крымского Ханства была образована Таврическая область и деревня была приписана к Левкопольскому, а после ликвидации в 1787 году Левкопольского — к Феодосийскому уезду Таврической области. Перед Русско-турецкой войной 1787—1791 годов производилось выселение крымских татар из прибрежных селений во внутренние районы полуострова, в ходе которого в Шейх-Эли было переселено 34 человек. В конце войны, 14 августа 1791 года всем было разрешено вернуться на место прежнего жительства. После Павловских реформ, с 1796 по 1802 год, входила в Акмечетский уезд Новороссийской губернии. По новому административному делению, после создания 8 (20) октября 1802 года Таврической губернии, Шейх-Эли был включён в состав Акмозской волости Феодосийского уезда.
По Ведомости о числе селении, названиях оных, в них дворов… состоящих в Феодосийском уезде от 14 октября 1805 года , в деревне Шейх-Эли числилось 18 дворов и 80 жителей. На военно-топографической карте генерал-майора Мухина 1817 года деревня Шиикале обозначена с 20 дворами. После реформы волостного деления 1829 года Шеих Эли, согласно «Ведомости о казённых волостях Таврической губернии 1829 года», переподчинили из Аккозской волости в Чалтемирскую. Видимо, вследствие эмиграции крымских татар в Турцию, деревня опустела и была заселена выходцами из внутренних губерний. На карте 1836 года в русской деревне Шеих эли (Тоганаш) 4 двора, а на карте 1842 года Шеих эли (Тоганаш) русский обозначен условным знаком «малая деревня», то есть, менее 5 дворов. В дальнейшем в доступных источниках не встречается.